# Elezioni parlamentari in Corea del Sud del 1985
Le elezioni parlamentari in Corea del Sud del 1985 si tennero il 12 febbraio per il rinnovo dell'Assemblea nazionale e videro la vittoria del Partito della Giustizia Democratica, che ottenne 148 seggi su 276. L'affluenza fu dell'84.6%.

## Contesto

### Quadro politico
Dopo l'assassinio di Park Chung-hee a opera di Kim Jae-kyu nel 1979 era emersa una società civile coreana decisa a dare voce alle proprie istanze, protestando con forza contro il dominio autoritario. Animate principalmente dagli studenti universitari e dai sindacati, le proteste si erano diffuse in tutto il Paese. Chun Doo-hwan, collega di Park Chung-hee, aveva assunto il potere a soli sei giorni dalle ultime elezioni presidenziali col colpo di Stato del 12 dicembre 1979 e la conseguente dichiarazione della legge marziale. Chun Doo-hwan aveva così dato inizio ad una nuova dittatura militare.
Il 17 maggio 1980, Chun Doo-hwan aveva costretto il governo ad estendere la legge marziale, che prima non era stata applicata nella provincia di Jeju-do, all'intera nazione. La nuova legge marziale aveva chiuso le università, proibito ogni attività politica ed avviato una ferrea censura sulla stampa. A causa di questi eventi, Chun aveva scatenato proteste che chiedevano elezioni democratiche.
In particolare, il 18 maggio 1980 era esploso uno scontro nella città di Gwangju tra le forze armate e gli studenti dell'Università Nazionale di Chonnam, che si erano riuniti nel Movimento di Gwangju per la democratizzazione e protestavano contro la chiusura del loro ateneo. Lo scontro si era trasformato, però, in un tumulto esteso all'intera città che era durato nove giorni, fino al 27 maggio. Le stime immediate del tributo di vittime civili oscillavano da poche dozzine a 2.000, mentre una successiva indagine completa del governo civile avrebbe accertato 606 morti (massacro di Gwangju). La collera pubblica per le uccisioni aveva consolidato in tutta la nazione il sostegno per la democrazia.
In seguito, Chun aveva creato il Comitato Nazionale per una Politica di Difesa d'Emergenza, ed era stato eletto indirettamente Presidente da questo collegio elettorale.
Il 22 ottobre si era tenuto un referendum per approvare la nuova Costituzione scritta da Chun Doo-hwan. L'affluenza era stata del 95,5% e la costituzione era stata approvata col 91,6% dei voti. Era nata così la Quinta Repubblica di Corea.
Il 25 febbraio, si erano tenute delle nuove elezioni, e Chun Doo-hwan era stato rieletto Presidente. L'Assemblea Nazionale, che in realtà non aveva alcun potere, ma serviva soltanto per dare una parvenza di democrazia, era stata sciolta, ed erano state indette nuove elezioni, con un sistema maggioritario. Anche questa volta, la vittoria di Chun Doo-hwan era scontata.
Il 12 febbraio 1985 si tennero le nuove elezioni parlamentari. Chun Doo-hwan godeva ancora di un ampio consenso, ed anche questa volta riuscì ad ottenere la maggioranza assoluta nell'Assemblea Nazionale.

### Partiti concorrenti
Il Partito della Giustizia Democratica del Presidente Chun Doo-hwan riuscì a restare il partito con più seggi nell'Assemblea Nazionale, ma dovette affrontare una sfida più dura contro l'opposizione unita.
Partito della Nuova Corea e Democratico era formato da vecchi membri del Partito della Corea Democratica, tra cui i leader dell'opposizione  Kim Dae-jung e Kim Young-sam. Il partito ottenne ottimi risultati, soprattutto perché si focalizzò sulla democratizzazione del Paese.
Il Partito Nazionale Coreano era stato formato dai vecchi membri del Partito della Giustizia Democratica in occasione delle elezioni del 1981. Dopo i primi successi, il partito perse molto consenso, soprattutto grazie alla crescita di Nuova Democrazia.
Il Partito della Corea Democratica era stato il primo partito di opposizione fino alle elezioni legislative del 1981, ma perse il consenso in seguito alla secessione di Nuova Democrazia e alla perdita di Kim Dae-jung e Kim Young-sam.

## Risultati
| Partito della Giustizia Democratica     | 7 040 811  | 35,25 | 148 |  |  |  |
| Partito della Nuova Corea e Democratico | 5 843 827  | 29,26 | 67  |  |  |  |
| Partito della Corea Democratica         | 3 930 966  | 19,68 | 35  |  |  |  |
| Partito Nazionale Coreano               | 1 828 744  | 9,16  | 20  |  |  |  |
| Nuovo Partito Socialista                | 288 863    | 1,45  | 1   |  |  |  |
| Partito dei Lavoratori e dei Contadini  | 185 859    | 0,93  | –   |  |  |  |
| Nuovo Partito Democratico               | 112 654    | 0,56  | 1   |  |  |  |
| Partito per i Diritti Civili            | 75 634     | 0,38  | –   |  |  |  |
| Partito del Gruppo Nazionale            | 17 257     | 0,09  | –   |  |  |  |
| Indipendenti                            | 650 028    | 3,25  | 4   |  |  |  |
| Totale                                  | 19 974 643 | 100   | 276 |  |  |  |
|                                         |            |       |     |  |  |  |
| Voti non validi                         | 312 029    | 1,54  |     |  |  |  |
| Votanti                                 | 20 286 672 | 84,57 |     |  |  |  |
| Elettori                                | 23 987 830 |       |     |  |  |  |